# Ryasnopil
Ryasnopil  (ucraniano: Ряснопіль) es una localidad del Raión de Berezivka en el Óblast de Odesa de Ucrania. Según el censo de 2001, tiene una población de 945 habitantes.